# Sainte-Marie (Ille-et-Vilaine)
Sainte-Marie település Franciaországban, Ille-et-Vilaine megyében. Lakosainak száma 2249 fő (2022. január 1.). Sainte-Marie Renac, Bains-sur-Oust, Redon, Avessac és Saint-Nicolas-de-Redon községekkel határos.

## Népesség
A település népessége az elmúlt években az alábbi módon változott:
| Lakosok száma | 1183 | 1555 | 1692 | 2100 | 2299 | 2259 | 2249 | 2265 | 2273 | 2249 |
|               | 1968 | 1982 | 1990 | 2006 | 2013 | 2015 | 2017 | 2019 | 2020 | 2022 |